# Mikko Mäenpää
Mikko Mäenpää, född 19 april 1983, är en finländsk ishockeyback. Han spelar för Schweiziska HC Ambri-Piotta i NLA. Han har tidigare spelat i bland annat Tappara, JYP, Pelicans, Syracuse Crunch, Skellefteå AIK, HPK och Frölunda HC.